# Цинновиц
Цинновиц (нем. Zinnowitz) — курорт на Балтийском море (нем. Ostseebad) в Германии, в земле Мекленбург-Передняя Померания.

## Географическое положение
Посёлок расположен в южной части острова Узедом, на побережье, обращённом к Балтийскому морю. Цинновиц находится приблизительно в 8 километрах восточнее Вольгаста, одним километром западнее Цемпина и одним километром юго-восточнее Трассенхайде.
С востока и северо-запада Цинновиц окружён лесами, с запада и юго-запада полями, а юго-юго-восточная часть подходит почти вплотную к заливу.

## История
Впервые Цинновиц упомянут в 1309 году в дарственной герцога Богислава IV, в которой упомянут монастырь «Тцюс» (нем. Tzys). После распада монастыря в 1563 году Тцюс вновь переходит во владения герцогов.
После окончания тридцатилетней войны в 1648 году, община, как и вся Померания, перешла под шведское господство, в результате чего вендское название Тцюс изменилось на «Цитц» (нем. Zitz)
В 1720 году поселение переходит под прусское господство, а в 1751 году в результате «реформы королевского хозяйства» переименовано в «Цинновиц».
Поскольку в результате семилетней войны Пруссия сильно нуждалась в финансировании, община Цинновиц была продана коммерсанту Фридриху Краузе, наследники которого впоследствии, разделив Цинновиц на 32 части, распродали общину колонистам. 16 июня 1851 года в Цинновице была официально разрешена курортная деятельность.
После окончания второй мировой войны посёлок был включён в состав ГДР и стал одним из центральных мест отдыха профсоюзных деятелей.
В 1990 году посёлок вошёл в состав федеральной земли Мекленбург-Передняя Померания.
В 1993 году в пользование был сдан новый пляжный променад.

## Административное деление
Цинновиц входит в состав района Восточная Передняя Померания. В настоящее время подчининён управлению «Амт Узедом-Норд» (нем. Amt Usedom-Nord), штаб-квартира которого находится также в Цинновице.
Площадь занимаемая административным образованием Цинновиц, составляет 9,04 км².

## Население
По состоянию на 30 июня 2006 года, население посёлка Цинновиц составляет 3704 человек.
Плотность населения таким образом равна: 410 человек на км².

## Транспорт
Через посёлок подходит федеральная дорога 111 (нем. Bundesstraße 111 (B 111)), соединяющая Цинновиц с Вольгастом и Цемпином. Существующая инфраструктура автомобильных дорог связывает посёлок также с Трассенхайде и Нойендорфом. Проходящие параллельно автодорогам или полностью обособленные велосипедные дорожки обеспечивают перемещение велосипедистов ко всем близлежащим населённым пунктам.
В Цинновице происходит слияние двух участков региональной железной дороги:
 Цюссов — Вольгаст — Херингсдорф (Альбек) и Цинновиц — Пенемюнде.

## Достопримечательности
- Променад
- Своеобразная «курортная» архитектура
- Краеведческий музей Цинновица
- Киноконцертный зал на 900 человек (в настоящее время не используется)
- Мост для прогулок и осмотра побережья Балтийского моря